# 全国高等学校野球選手権大会 (鳥取県勢)
全国高等学校野球選手権大会における鳥取県勢の成績について記す。

## 大会結果
| 大会                  | 代表校                                         | 試合結果                                       | 試合結果                                       | 成績                                           |
| --------------------- | ---------------------------------------------- | ---------------------------------------------- | ---------------------------------------------- | ---------------------------------------------- |
| 1915年（第1回大会）   | 鳥取中（山陰・初出場）                         | 1回戦                                          | ○ 14 - 7 広島中                                | ベスト8                                        |
| 1915年（第1回大会）   | 鳥取中（山陰・初出場）                         | 準々決勝                                       | ● 1 - 7 和歌山中                               | ベスト8                                        |
| 1916年（第2回大会）   | 鳥取中（山陰・2年連続2回目）                   | 1回戦                                          | ● 1 - 2 和歌山中                               | ベスト4                                        |
| 1916年（第2回大会）   | 鳥取中（山陰・2年連続2回目）                   | 準々決勝                                       | ○ 9 - 6 中学明善                               | ベスト4                                        |
| 1916年（第2回大会）   | 鳥取中（山陰・2年連続2回目）                   | 準決勝                                         | ● 4 - 5 市岡中                                 | ベスト4                                        |
| 1918年（第4回大会）   | 鳥取中（山陰・2年ぶり3回目）                   | （米騒動のため中止）                           | （米騒動のため中止）                           | （米騒動のため中止）                           |
| 1919年（第5回大会）   | 鳥取中（山陰・2年連続4回目）                   | 1回戦                                          | ○ 4 - 3 愛知一中                               | ベスト8                                        |
| 1919年（第5回大会）   | 鳥取中（山陰・2年連続4回目）                   | 準々決勝                                       | ● 2 - 4 小倉中（延長15回）                     | ベスト8                                        |
| 1920年（第6回大会）   | 鳥取中（山陰・3年連続5回目）                   | 1回戦                                          | ○ 6 - 2 豊国中                                 | ベスト4                                        |
| 1920年（第6回大会）   | 鳥取中（山陰・3年連続5回目）                   | 準々決勝                                       | ○ 2 - 0 京都一商                               | ベスト4                                        |
| 1920年（第6回大会）   | 鳥取中（山陰・3年連続5回目）                   | 準決勝                                         | ● 3 - 14 関西学院中                            | ベスト4                                        |
| 1924年（第10回大会）  | 鳥取一中（山陰・4年ぶり6回目）                 | 1回戦                                          | ○ 10 - 0 京城中                                | ベスト4                                        |
| 1924年（第10回大会）  | 鳥取一中（山陰・4年ぶり6回目）                 | 2回戦                                          | ○ 15 - 2 同志社中                              | ベスト4                                        |
| 1924年（第10回大会）  | 鳥取一中（山陰・4年ぶり6回目）                 | 準々決勝                                       | ○ 5 - 4 宇都宮中                               | ベスト4                                        |
| 1924年（第10回大会）  | 鳥取一中（山陰・4年ぶり6回目）                 | 準決勝                                         | ● 3 - 9 松本商                                 | ベスト4                                        |
| 1925年（第11回大会）  | 米子中（山陰・初出場）                         | 1回戦                                          | ○ 2 - 0 前橋中                                 | 2回戦                                          |
| 1925年（第11回大会）  | 米子中（山陰・初出場）                         | 2回戦                                          | ● 4 - 10 第一神港商                            | 2回戦                                          |
| 1926年（第12回大会）  | 鳥取一中（山陰・2年ぶり7回目）                 | 1回戦                                          | ○ 4 - 2 長崎商                                 | ベスト8                                        |
| 1926年（第12回大会）  | 鳥取一中（山陰・2年ぶり7回目）                 | 2回戦                                          | ○ 4 - 1 盛岡中                                 | ベスト8                                        |
| 1926年（第12回大会）  | 鳥取一中（山陰・2年ぶり7回目）                 | 準々決勝                                       | ● 3 - 9 和歌山中                               | ベスト8                                        |
| 1927年（第13回大会）  | 鳥取一中（山陰・2年連続8回目）                 | 1回戦                                          | ○ 9 - 1 茨城商                                 | 2回戦                                          |
| 1927年（第13回大会）  | 鳥取一中（山陰・2年連続8回目）                 | 2回戦                                          | ● 3 - 7 鹿児島商                               | 2回戦                                          |
| 1928年（第14回大会）  | 鳥取一中（山陰・3年連続9回目）                 | 2回戦                                          | ● 2 - 8 高松中                                 | 初戦敗退                                       |
| 1929年（第15回大会）  | 鳥取一中（山陰・4年連続10回目）                | 1回戦                                          | ○ 12 - 0 秋田師範                              | ベスト4                                        |
| 1929年（第15回大会）  | 鳥取一中（山陰・4年連続10回目）                | 2回戦                                          | ○ 2 - 1 敦賀商                                 | ベスト4                                        |
| 1929年（第15回大会）  | 鳥取一中（山陰・4年連続10回目）                | 準々決勝                                       | ○ 1 - 0 市岡中                                 | ベスト4                                        |
| 1929年（第15回大会）  | 鳥取一中（山陰・4年連続10回目）                | 準決勝                                         | ● 1 - 5 広島商                                 | ベスト4                                        |
| 1930年（第16回大会）  | 米子中（山陰・5年ぶり2回目）                   | 1回戦                                          | ● 0 - 4 大邱商                                 | 初戦敗退                                       |
| 1932年（第18回大会）  | 米子中（山陰・2年ぶり3回目）                   | 2回戦                                          | ● 1 - 3 石川師範                               | 初戦敗退                                       |
| 1933年（第19回大会）  | 鳥取一中（山陰・4年ぶり11回目）                | 1回戦                                          | ● 0 - 3 敦賀商                                 | 初戦敗退                                       |
| 1934年（第20回大会）  | 鳥取一中（山陰・2年連続12回目）                | 1回戦                                          | ○ 3 - 1 京都商                                 | 2回戦                                          |
| 1934年（第20回大会）  | 鳥取一中（山陰・2年連続12回目）                | 2回戦                                          | ● 1 - 8 熊本工                                 | 2回戦                                          |
| 1935年（第21回大会）  | 米子中（山陰・3年ぶり4回目）                   | 1回戦                                          | ● 4 - 5 育英商                                 | 初戦敗退                                       |
| 1936年（第22回大会）  | 鳥取一中（山陰・2年ぶり13回目）                | 1回戦                                          | ○ 3 - 2 鹿児島商                               | 2回戦                                          |
| 1936年（第22回大会）  | 鳥取一中（山陰・2年ぶり13回目）                | 2回戦                                          | ● 1 - 4 岐阜商                                 | 2回戦                                          |
| 1938年（第24回大会）  | 鳥取一中（山陰・2年ぶり14回目）                | 2回戦                                          | ○ 3 - 0 青森師範                               | ベスト8                                        |
| 1938年（第24回大会）  | 鳥取一中（山陰・2年ぶり14回目）                | 準々決勝                                       | ● 0 - 3 甲陽中                                 | ベスト8                                        |
| 1939年（第25回大会）  | 米子中（山陰・4年ぶり5回目）                   | 2回戦                                          | ○ 12 - 7 高岡商                                | ベスト8                                        |
| 1939年（第25回大会）  | 米子中（山陰・4年ぶり5回目）                   | 準々決勝                                       | ● 0 - 3 海草中                                 | ベスト8                                        |
| 1947年（第29回大会）  | 鳥取一中（山陰・9年ぶり15回目）                | 2回戦                                          | ● 4 - 10 志度商                                | 初戦敗退                                       |
| 1950年（第32回大会）  | 米子東（東中国・11年ぶり6回目）                | 2回戦                                          | ○ 3 - 2 盛岡                                   | ベスト8                                        |
| 1950年（第32回大会）  | 米子東（東中国・11年ぶり6回目）                | 準々決勝                                       | ● 7 - 8 鳴門                                   | ベスト8                                        |
| 1952年（第34回大会）  | 境（東中国・初出場）                           | 2回戦                                          | ● 0 - 4 日大三                                 | 初戦敗退                                       |
| 1953年（第35回大会）  | 鳥取西（東中国・6年ぶり16回目）                | 1回戦                                          | ○ 4 - 1 松商学園                               | 2回戦                                          |
| 1953年（第35回大会）  | 鳥取西（東中国・6年ぶり16回目）                | 2回戦                                          | ● 4 - 6 宇都宮工                               | 2回戦                                          |
| 1954年（第36回大会）  | 米子東（東中国・4年ぶり7回目）                 | 1回戦                                          | ○ 2 - 1 滝川（延長11回）                       | 2回戦                                          |
| 1954年（第36回大会）  | 米子東（東中国・4年ぶり7回目）                 | 2回戦                                          | ● 1 - 3 早稲田実                               | 2回戦                                          |
| 1956年（第38回大会）  | 米子東（東中国・2年ぶり8回目）                 | 2回戦                                          | ○ 1 - 0 別府鶴見丘                             | ベスト4                                        |
| 1956年（第38回大会）  | 米子東（東中国・2年ぶり8回目）                 | 準々決勝                                       | ○ 3 - 0 中京商                                 | ベスト4                                        |
| 1956年（第38回大会）  | 米子東（東中国・2年ぶり8回目）                 | 準決勝                                         | ● 1 - 2x 岐阜商                                | ベスト4                                        |
| 1958年（第40回大会）  | 鳥取西（5年ぶり17回目）                        | 1回戦                                          | ○ 2x - 1 新潟商                                | 2回戦                                          |
| 1958年（第40回大会）  | 鳥取西（5年ぶり17回目）                        | 2回戦                                          | ● 0 - 1 柳井                                   | 2回戦                                          |
| 1960年（第42回大会）  | 米子東（東中国・4年ぶり9回目）                 | 1回戦                                          | ○ 8 - 0 盈進商                                 | 2回戦                                          |
| 1960年（第42回大会）  | 米子東（東中国・4年ぶり9回目）                 | 2回戦                                          | ● 5 - 12 徳島商                                | 2回戦                                          |
| 1963年（第45回大会）  | 米子南（初出場）                               | 1回戦                                          | ● 0 - 1 桐生                                   | 初戦敗退                                       |
| 1964年（第46回大会）  | 米子南（東中国・2年連続2回目）                 | 1回戦                                          | ● 1 - 4 岐阜商                                 | 初戦敗退                                       |
| 1968年（第50回大会）  | 米子南（4年ぶり3回目）                         | 1回戦                                          | ● 2 - 15 岐阜南                                | 初戦敗退                                       |
| 1972年（第54回大会）  | 米子工（東中国・初出場）                       | 1回戦                                          | ● 0 - 3 秋田市立                               | 初戦敗退                                       |
| 1973年（第55回大会）  | 鳥取西（15年ぶり18回目）                       | 2回戦                                          | ○ 3 - 0 仙台育英                               | 3回戦                                          |
| 1973年（第55回大会）  | 鳥取西（15年ぶり18回目）                       | 3回戦                                          | ● 0 - 1 富山商                                 | 3回戦                                          |
| 1978年（第60回大会）  | 倉吉北（初出場）                               | 1回戦                                          | ○ 3 - 2 早稲田実                               | 2回戦                                          |
| 1978年（第60回大会）  | 倉吉北（初出場）                               | 2回戦                                          | ● 6 - 14 高知商                                | 2回戦                                          |
| 1979年（第61回大会）  | 境（27年ぶり2回目）                            | 1回戦                                          | ● 6 - 13 中京                                  | 初戦敗退                                       |
| 1980年（第62回大会）  | 倉吉北（2年ぶり2回目）                         | 1回戦                                          | ● 1 - 2x 習志野（延長10回）                    | 初戦敗退                                       |
| 1981年（第63回大会）  | 鳥取西（8年ぶり19回目）                        | 1回戦                                          | ○ 5 - 0 東奥義塾                               | 2回戦                                          |
| 1981年（第63回大会）  | 鳥取西（8年ぶり19回目）                        | 2回戦                                          | ● 0 - 5 早稲田実                               | 2回戦                                          |
| 1982年（第64回大会）  | 境（3年ぶり3回目）                             | 1回戦                                          | ● 3 - 9 東海大甲府                             | 初戦敗退                                       |
| 1983年（第65回大会）  | 米子東（23年ぶり10回目）                       | 1回戦                                          | ● 1 - 2 学法石川（延長10回）                   | 初戦敗退                                       |
| 1984年（第66回大会）  | 境（2年ぶり4回目）                             | 1回戦                                          | ● 0 - 1x 法政一（延長10回）                    | 初戦敗退                                       |
| 1985年（第67回大会）  | 鳥取西（4年ぶり20回目）                        | 1回戦                                          | ○ 7 - 4 日大三                                 | 2回戦                                          |
| 1985年（第67回大会）  | 鳥取西（4年ぶり20回目）                        | 2回戦                                          | ● 0 - 8 宇部商                                 | 2回戦                                          |
| 1986年（第68回大会）  | 米子東（3年ぶり11回目）                        | 2回戦                                          | ○ 3 - 1 東亜学園                               | 3回戦                                          |
| 1986年（第68回大会）  | 米子東（3年ぶり11回目）                        | 3回戦                                          | ● 2 - 7 天理                                   | 3回戦                                          |
| 1987年（第69回大会）  | 八頭（初出場）                                 | 1回戦                                          | ● 2 - 3 金沢                                   | 初戦敗退                                       |
| 1988年（第70回大会）  | 米子商（初出場）                               | 2回戦                                          | ○ 4 - 0 鹿児島商                               | 3回戦                                          |
| 1988年（第70回大会）  | 米子商（初出場）                               | 3回戦                                          | ● 2 - 3x 福岡第一                              | 3回戦                                          |
| 1989年（第71回大会）  | 米子東（3年ぶり12回目）                        | 2回戦                                          | ● 0 - 3 帝京                                   | 初戦敗退                                       |
| 1990年（第72回大会）  | 境（6年ぶり5回目）                             | 1回戦                                          | ○ 3x - 2 八戸工大一                            | 2回戦                                          |
| 1990年（第72回大会）  | 境（6年ぶり5回目）                             | 2回戦                                          | ● 0 - 5 平安                                   | 2回戦                                          |
| 1991年（第73回大会）  | 米子東（2年ぶり13回目）                        | 1回戦                                          | ● 0 - 5 我孫子                                 | 初戦敗退                                       |
| 1992年（第74回大会）  | 倉吉北（12年ぶり3回目）                        | 2回戦                                          | ● 0 - 6 東海大甲府                             | 初戦敗退                                       |
| 1993年（第75回大会）  | 鳥取西（8年ぶり21回目）                        | 2回戦                                          | ○ 11 - 1 不二越工                              | 3回戦                                          |
| 1993年（第75回大会）  | 鳥取西（8年ぶり21回目）                        | 3回戦                                          | ● 1 - 2 京都西                                 | 3回戦                                          |
| 1994年（第76回大会）  | 八頭（7年ぶり2回目）                           | 2回戦                                          | ○ 5 - 4 鶴岡工                                 | 3回戦                                          |
| 1994年（第76回大会）  | 八頭（7年ぶり2回目）                           | 3回戦                                          | ● 1 - 3 水戸商                                 | 3回戦                                          |
| 1995年（第77回大会）  | 倉吉東（初出場）                               | 1回戦                                          | ● 4 - 11 金足農                                | 初戦敗退                                       |
| 1996年（第78回大会）  | 八頭（2年ぶり3回目）                           | 2回戦                                          | ● 0 - 11 福井商                                | 初戦敗退                                       |
| 1997年（第79回大会）  | 八頭（2年連続4回目）                           | 1回戦                                          | ● 0 - 9 甲府工                                 | 初戦敗退                                       |
| 1998年（第80回大会）  | 境（8年ぶり6回目）                             | 1回戦                                          | ● 6 - 7 滑川                                   | 初戦敗退                                       |
| 1999年（第81回大会）  | 倉吉北（7年ぶり4回目）                         | 1回戦                                          | ● 0 - 8 静岡                                   | 初戦敗退                                       |
| 2000年（第82回大会）  | 米子商（12年ぶり2回目）                        | 1回戦                                          | ● 1 - 7 仙台育英                               | 初戦敗退                                       |
| 2001年（第83回大会）  | 八頭（4年ぶり5回目）                           | 2回戦                                          | ● 7 - 8 塚原青雲                               | 初戦敗退                                       |
| 2002年（第84回大会）  | 倉吉北（3年ぶり5回目）                         | 1回戦                                          | ● 1 - 6 桜美林                                 | 初戦敗退                                       |
| 2003年（第85回大会）  | 八頭（2年ぶり6回目）                           | 1回戦                                          | ○ 3 - 2 小山                                   | 2回戦                                          |
| 2003年（第85回大会）  | 八頭（2年ぶり6回目）                           | 2回戦                                          | ● 2 - 3 静岡                                   | 2回戦                                          |
| 2004年（第86回大会）  | 鳥取商（初出場）                               | 1回戦                                          | ● 0 - 6 聖光学院                               | 初戦敗退                                       |
| 2005年（第87回大会）  | 鳥取西（12年ぶり22回目）                       | 2回戦                                          | ● 1 - 7 銚子商                                 | 初戦敗退                                       |
| 2006年（第88回大会）  | 倉吉北（4年ぶり6回目）                         | 1回戦                                          | ● 6 - 7x 松代（延長11回）                      | 初戦敗退                                       |
| 2007年（第89回大会）  | 境（9年ぶり7回目）                             | 1回戦                                          | ● 1 - 14 甲府商                                | 初戦敗退                                       |
| 2008年（第90回大会）  | 鳥取西（3年ぶり23回目）                        | 1回戦                                          | ● 1 - 6 木更津総合                             | 初戦敗退                                       |
| 2009年（第91回大会）  | 鳥取城北（初出場）                             | 1回戦                                          | ● 3 - 6 札幌第一                               | 初戦敗退                                       |
| 2010年（第92回大会）  | 八頭（7年ぶり7回目）                           | 2回戦                                          | ● 2 - 15 土岐商                                | 初戦敗退                                       |
| 2011年（第93回大会）  | 鳥取商（7年ぶり2回目）                         | 1回戦                                          | ● 2 - 3 白樺学園（延長11回）                   | 初戦敗退                                       |
| 2012年（第94回大会）  | 鳥取城北（3年ぶり2回目）                       | 1回戦                                          | ○ 3 - 1 香川西                                 | 2回戦                                          |
| 2012年（第94回大会）  | 鳥取城北（3年ぶり2回目）                       | 2回戦                                          | ● 2 - 6 天理                                   | 2回戦                                          |
| 2013年（第95回大会）  | 鳥取城北（2年連続3回目）                       | 1回戦                                          | ● 2 - 3 熊本工                                 | 初戦敗退                                       |
| 2014年（第96回大会）  | 八頭（4年ぶり8回目）                           | 2回戦                                          | ○ 6 - 1 角館                                   | 3回戦                                          |
| 2014年（第96回大会）  | 八頭（4年ぶり8回目）                           | 3回戦                                          | ● 0 - 10 大阪桐蔭                              | 3回戦                                          |
| 2015年（第97回大会）  | 鳥取城北（2年ぶり4回目）                       | 2回戦                                          | ● 6 - 9 鶴岡東                                 | 初戦敗退                                       |
| 2016年（第98回大会）  | 境（9年ぶり8回目）                             | 2回戦                                          | ● 2 - 7 明徳義塾                               | 初戦敗退                                       |
| 2017年（第99回大会）  | 米子松蔭（17年ぶり3回目）                      | 1回戦                                          | ● 1 - 8 大阪桐蔭                               | 初戦敗退                                       |
| 2018年（第100回大会） | 鳥取城北（3年ぶり5回目）                       | 1回戦                                          | ● 2 - 3x 龍谷大平安                            | 初戦敗退                                       |
| 2019年（第101回大会） | 米子東（28年ぶり14回目）                       | 1回戦                                          | ● 1 - 8 智弁和歌山                             | 初戦敗退                                       |
| 2020年（第102回大会） | （新型コロナウイルス感染症流行による大会中止） | （新型コロナウイルス感染症流行による大会中止） | （新型コロナウイルス感染症流行による大会中止） | （新型コロナウイルス感染症流行による大会中止） |
| 2021年（第103回大会） | 米子東（2大会連続15回目）                      | 1回戦                                          | ● 1 - 4 日大山形                               | 初戦敗退                                       |
| 2022年（第104回大会） | 鳥取商（11年ぶり3回目）                        | 2回戦                                          | ● 0 - 10 仙台育英                              | 初戦敗退                                       |
| 2023年（第105回大会） | 鳥取商（2年連続4回目）                         | 1回戦                                          | ● 0 - 6 履正社                                 | 初戦敗退                                       |
| 2024年（第106回大会） | 鳥取城北（6年ぶり6回目）                       | 2回戦                                          | ● 0 - 7 明徳義塾                               | 初戦敗退                                       |
| 2025年（第107回大会） | 鳥取城北（2年連続7回目）                       | 1回戦                                          | ● 0 - 5 仙台育英                               | 初戦敗退                                       |

## 通算成績
| 出場 | 試合 | 勝利 | 敗戦 | 引分 | 勝率 | 優勝 | 準優勝 | ベスト4 | ベスト8 |
| ---- | ---- | ---- | ---- | ---- | ---- | ---- | ------ | ------- | ------- |
| 79   | 117  | 38   | 79   | 0    | .325 | 0    | 0      | 5       | 6       |

## 学校別成績
| 校名     | 出場 | 直近出場 | 勝敗     | 最高成績 | 前身校           |
| -------- | ---- | -------- | -------- | -------- | ---------------- |
| 鳥取西   | 23回 | 2008年   | 23勝23敗 | ベスト4  | 鳥取中・鳥取一中 |
| 米子東   | 15回 | 2021年   | 8勝15敗  | ベスト4  | 米子中           |
| 八頭     | 8回  | 2014年   | 3勝8敗   | 3回戦    |                  |
| 境       | 8回  | 2016年   | 1勝8敗   | 2回戦    |                  |
| 鳥取城北 | 7回  | 2025年   | 1勝7敗   | 2回戦    |                  |
| 倉吉北   | 6回  | 2006年   | 1勝6敗   | 2回戦    |                  |
| 鳥取商   | 4回  | 2023年   | 0勝4敗   | 初戦敗退 |                  |
| 米子松蔭 | 3回  | 2017年   | 1勝3敗   | 3回戦    | 米子商           |
| 米子南   | 3回  | 1968年   | 0勝3敗   | 初戦敗退 |                  |
| 米子工   | 1回  | 1972年   | 0勝1敗   | 初戦敗退 |                  |
| 倉吉東   | 1回  | 1995年   | 0勝1敗   | 初戦敗退 |                  |